# Ferrante Marconi

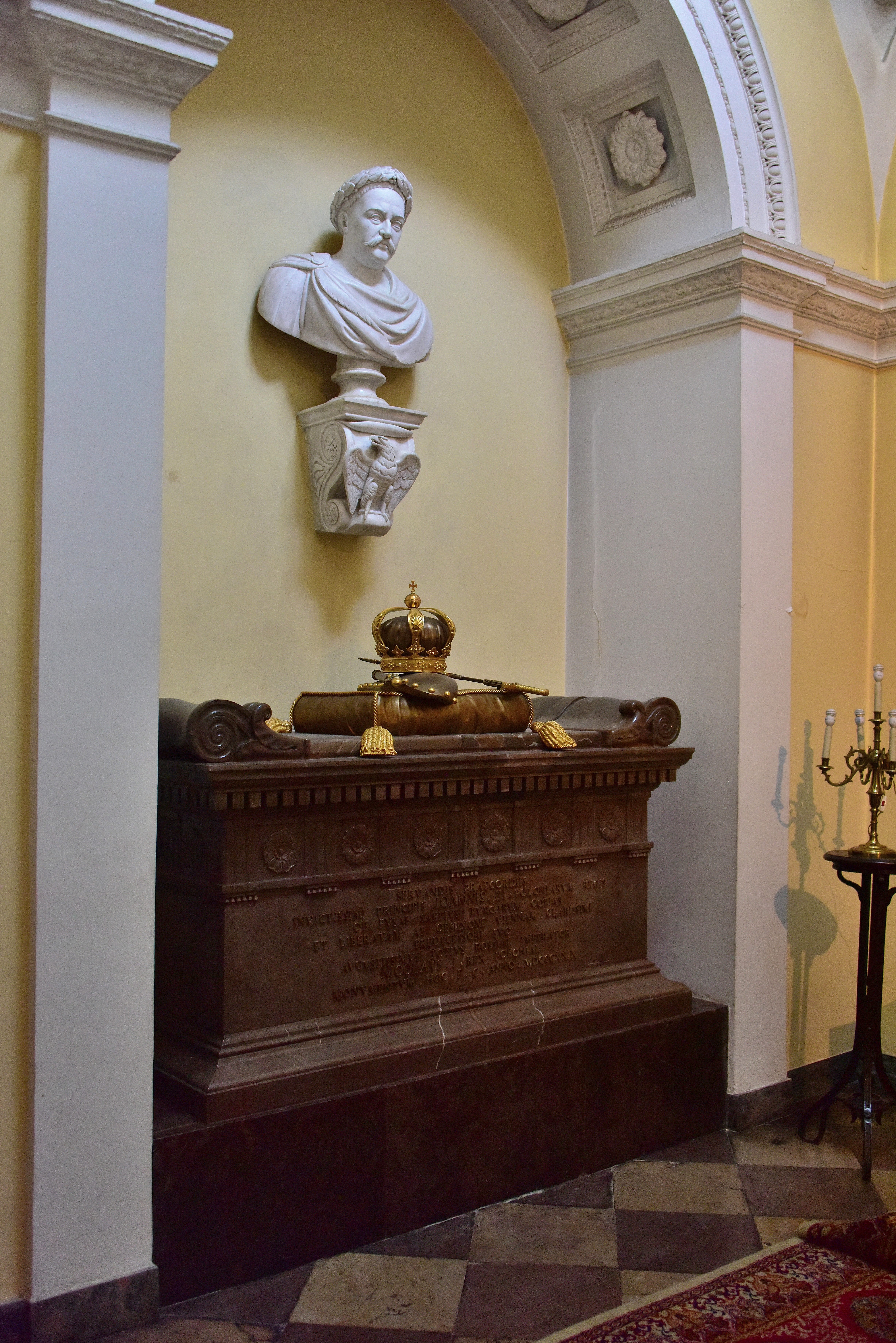
Kaplica Królewska (Jana III Sobieskiego) w kościele Przemienienia Pańskiego (kapucynów)

Ferrante (Ferdynand) Marconi (ur. w 1798 w Cesenie lub w Bolonii, zm. 11 marca 1868 w Warszawie) – włoski sztukator, rzeźbiarz neoklasycystyczny i malarz, tworzący w Polsce.
Syn Leandra Marconiego i Eleonory Gerbert. Imię Ferrante nosił po dziadku, architekcie. Kształcił się w Akademii Sztuk Pięknych w Bolonii. Laureat nagród rzeźbiarskich, m.in. za wykonanie kopii Bachusa Sansovina oraz Dyskobola. Autor pomników nagrobnych m.in. Domenica Tesiego na cmentarzu kartuzów w Bolonii. 
Był młodszym bratem architekta Henryka Marconiego, za którego namową przyjechał do Polski w 1828. Pracował w Warszawie, współpracując z Henrykiem i ozdabiając zaprojektowane przez niego budynki i wnętrza. 
Stworzył m.in.:
- dekoracje Teatru Wielkiego – detale architektoniczne i rzeźbiarskie – m.in. kapitele kolumn, fryzy (1829–1830),
- sztukaterie w Kaplicy Królewskiej (Jana III Sobieskiego) w kościele Przemienienia Pańskiego (kapucynów),
- terakotowe donice i płaskorzeźby w Pałacu w Wilanowie (ok. 1837),
- wystrój sali mozaikowej Pałacu w Wilanowie (1838),
- posągi wartowników przy bramie mauretańskiej Pałacu w Natolinie[7] (1838),
- dekoracje jadalni Pałacu Tyszkiewiczów (1841–1843),
- dekoracje wnętrza kościoła św. Karola Boromeusza przy ul. Chłodnej (1849),
- dekoracje wnętrza kościoła św. Anny w Wilanowie,
- dekoracje rezerwuaru wodnego w Ogrodzie Saskim (1854),
- dekoracje w Hotelu Europejskim (1856–1859),
- dekoracje gmachu Towarzystwa Kredytowego Ziemskiego,
- dekoracje wnętrza Kaplicy Grobu Chrystusowego w kościele Wniebowzięcia Najświętszej Maryi Panny i św. Józefa Oblubieńca (seminaryjnym), zaprojektowanej przez Henryka Marconiego,
- dekoracje chóru w kościele św. Krzyża.

W warsztacie sztukatorskim Ferrante Marconiego odlano w cemencie pierwszą wersję figury Chrystusa dźwigającego Krzyż przed kościołem św. Krzyża, autorstwa Andrzeja Pruszyńskiego, przeniesioną na grobowiec Lubomirskich w Kruszynie. W 1898 kolejną wersję rzeźby odlał w brązie Pius Weloński.
Synem i uczniem Ferrante Marconiego był rzeźbiarz Leonard Marconi, drugim synem – Ferrante Zygmunt Marconi, lekarz, a córką – Marianna Adelajda z Marconich Pruszyńska, późniejsza żona rzeźbiarza Andrzeja Pruszyńskiego.
Ferrante Marconi został pochowany na Cmentarzu Powązkowskim.